# Mesochaetopterus laevis
Mesochaetopterus laevis är en ringmaskart som beskrevs av Hartmann-Schröder 1960. Mesochaetopterus laevis ingår i släktet Mesochaetopterus och familjen Chaetopteridae. Inga underarter finns listade i Catalogue of Life.